# Grand Prix Formule 1 van Frankrijk 2019
De Grand Prix Formule 1 van Frankrijk 2019 werd gehouden op 23 juni op het Circuit Paul Ricard. Het was de achtste race van het seizoen 2019.

## Vrije trainingen
- Er wordt enkel de top-5 weergegeven.

| Vrije training 1 | Pos | No | Coureur          | Constructeur    | Tijd     |
| ---------------- | --- | -- | ---------------- | --------------- | -------- |
| Vrije training 1 | 1   | 44 | Lewis Hamilton   | Mercedes        | 1:32.738 |
| Vrije training 1 | 2   | 77 | Valtteri Bottas  | Mercedes        | 1:32.807 |
| Vrije training 1 | 3   | 16 | Charles Leclerc  | Ferrari         | 1:33.111 |
| Vrije training 1 | 4   | 33 | Max Verstappen   | Red Bull-Honda  | 1:33.618 |
| Vrije training 1 | 5   | 5  | Sebastian Vettel | Ferrari         | 1:33.790 |
| Vrije training 2 | Pos | No | Coureur          | Constructeur    | Tijd     |
| Vrije training 2 | 1   | 77 | Valtteri Bottas  | Mercedes        | 1:30.937 |
| Vrije training 2 | 2   | 44 | Lewis Hamilton   | Mercedes        | 1:31.361 |
| Vrije training 2 | 3   | 16 | Charles Leclerc  | Ferrari         | 1:31.586 |
| Vrije training 2 | 4   | 5  | Sebastian Vettel | Ferrari         | 1:31.665 |
| Vrije training 2 | 5   | 4  | Lando Norris     | McLaren-Renault | 1:31.882 |
| Vrije training 3 | Pos | No | Coureur          | Constructeur    | Tijd     |
| Vrije training 3 | 1   | 77 | Valtteri Bottas  | Mercedes        | 1:30.159 |
| Vrije training 3 | 2   | 44 | Lewis Hamilton   | Mercedes        | 1:30.200 |
| Vrije training 3 | 3   | 16 | Charles Leclerc  | Ferrari         | 1:30.605 |
| Vrije training 3 | 4   | 5  | Sebastian Vettel | Ferrari         | 1:30.633 |
| Vrije training 3 | 5   | 33 | Max Verstappen   | Red Bull-Honda  | 1:31.538 |

Testcoureur in vrije training 1:
 Nicholas Latifi (Williams-Mercedes)

## Kwalificatie
Lewis Hamilton behaalde voor Mercedes zijn derde pole position van het seizoen door teamgenoot Valtteri Bottas te verslaan. Ferrari-coureur Charles Leclerc kwalificeerde zich als derde, voor Red Bull-coureur Max Verstappen. Het McLaren-duo Lando Norris en Carlos Sainz jr. zette de vijfde en zesde tijd neer. Sebastian Vettel, die problemen kende met zijn versnellingsbak, kwalificeerde zich als zevende, voor de Renault van Daniel Ricciardo. De top 10 werd afgesloten door de Red Bull van Pierre Gasly en Alfa Romeo-rijder Antonio Giovinazzi.
Toro Rosso-coureur Daniil Kvjat moet de race vanaf de achterste startrij aanvangen, nadat hij vanwege een update van motorleverancier Honda zijn vierde motor van het seizoen gebruikte. Hierdoor kwam hij met een aantal motoronderdelen over het maximaal aantal toegestane onderdelen per seizoen. Ook Williams-coureur George Russell moest een aantal onderdelen van zijn motor laten vervangen, waardoor ook hij achteraan moet starten.
| Pos                 | No | Coureur            | Constructeur              | Q1       | Q2       | Q3       | Grid |
| ------------------- | -- | ------------------ | ------------------------- | -------- | -------- | -------- | ---- |
| 1                   | 44 | Lewis Hamilton     | Mercedes                  | 1:30.609 | 1:29.520 | 1:28.319 | 1    |
| 2                   | 77 | Valtteri Bottas    | Mercedes                  | 1:30.550 | 1:29.437 | 1:28.605 | 2    |
| 3                   | 16 | Charles Leclerc    | Ferrari                   | 1:30.647 | 1:29.699 | 1:28.965 | 3    |
| 4                   | 33 | Max Verstappen     | Red Bull-Honda            | 1:31.327 | 1:30.099 | 1:29.409 | 4    |
| 5                   | 4  | Lando Norris       | McLaren-Renault           | 1:30.989 | 1:30.019 | 1:29.418 | 5    |
| 6                   | 55 | Carlos Sainz jr.   | McLaren-Renault           | 1:31.073 | 1:30.319 | 1:29.522 | 6    |
| 7                   | 5  | Sebastian Vettel   | Ferrari                   | 1:31.075 | 1:29.506 | 1:29.799 | 7    |
| 8                   | 3  | Daniel Ricciardo   | Renault                   | 1:30.954 | 1:30.369 | 1:29.918 | 8    |
| 9                   | 10 | Pierre Gasly       | Red Bull-Honda            | 1:31.152 | 1:30.421 | 1:30.184 | 9    |
| 10                  | 99 | Antonio Giovinazzi | Alfa Romeo-Ferrari        | 1:31.180 | 1:30.408 | 1:33.420 | 10   |
| 11                  | 23 | Alexander Albon    | Toro Rosso-Honda          | 1:31.445 | 1:30.461 |          | 11   |
| 12                  | 7  | Kimi Räikkönen     | Alfa Romeo-Ferrari        | 1:30.972 | 1:30.533 |          | 12   |
| 13                  | 27 | Nico Hülkenberg    | Renault                   | 1:30.865 | 1:30.544 |          | 13   |
| 14                  | 11 | Sergio Pérez       | Racing Point-BWT Mercedes | 1:30.964 | 1:30.738 |          | 14   |
| 15                  | 20 | Kevin Magnussen    | Haas-Ferrari              | 1:31.166 | 1:31.440 |          | 15   |
| 16                  | 26 | Daniil Kvjat       | Toro Rosso-Honda          | 1:31.564 |          |          | 19   |
| 17                  | 8  | Romain Grosjean    | Haas-Ferrari              | 1:31.626 |          |          | 16   |
| 18                  | 18 | Lance Stroll       | Racing Point-BWT Mercedes | 1:31.726 |          |          | 17   |
| 19                  | 63 | George Russell     | Williams-Mercedes         | 1:32.789 |          |          | 20   |
| 20                  | 88 | Robert Kubica      | Williams-Mercedes         | 1:33.205 |          |          | 18   |
| 107% tijd: 1:36.888 |    |                    |                           |          |          |          |      |

## Wedstrijd
De race werd gewonnen door Lewis Hamilton, die zijn zesde overwinning van het seizoen behaalde. Teamgenoot Valtteri Bottas werd tweede, terwijl Charles Leclerc in de laatste ronden veel terrein goedmaakte, maar net tekort kwam om de tweede plaats af te pakken. Max Verstappen eindigde op de vierde plaats, terwijl Sebastian Vettel enkele ronden voor het eind van de race een extra pitstop maakte om op nieuwe banden de snelste ronde te kunnen rijden en vijfde werd. Carlos Sainz jr. eindigde op de zesde plaats als de laatste coureur die in dezelfde ronde finishte als de winnaar. In de laatste ronden ontstond een gevecht om de zevende plaats omdat Lando Norris stuurproblemen kende met zijn auto. In de laatste ronde gingen Daniel Ricciardo, Alfa Romeo-coureur Kimi Räikkönen en Nico Hülkenberg hem voorbij en werden zij respectievelijk zevende, achtste en negende, terwijl Norris de top 10 afsloot.
Na afloop van de race kreeg Ricciardo twee tijdstraffen van ieder vijf seconden nadat de raceleiding oordeelde dat hij in de laatste ronde zowel Norris als Räikkönen onreglementair inhaalde. Door deze tijdstraf viel hij terug naar de elfde plaats, waardoor Pierre Gasly het laatste punt behaalde.
| Pos. | No. | Coureur            | Constructeur              | Rondes | Tijd/Oorzaak uitval | Grid | Punten |
| ---- | --- | ------------------ | ------------------------- | ------ | ------------------- | ---- | ------ |
| 1    | 44  | Lewis Hamilton     | Mercedes                  | 53     | 1:24:31.198         | 1    | 25     |
| 2    | 77  | Valtteri Bottas    | Mercedes                  | 53     | +18.056             | 2    | 18     |
| 3    | 16  | Charles Leclerc    | Ferrari                   | 53     | +18.985             | 3    | 15     |
| 4    | 33  | Max Verstappen     | Red Bull-Honda            | 53     | +34.905             | 4    | 12     |
| 5    | 5   | Sebastian Vettel   | Ferrari                   | 53     | +1:02.796           | 7    | 11S    |
| 6    | 55  | Carlos Sainz jr.   | McLaren-Renault           | 53     | +1:35.462           | 6    | 8      |
| 7    | 7   | Kimi Räikkönen     | Alfa Romeo-Ferrari        | 52     | +1 ronde            | 12   | 6      |
| 8    | 27  | Nico Hülkenberg    | Renault                   | 52     | +1 ronde            | 13   | 4      |
| 9    | 4   | Lando Norris       | McLaren-Renault           | 52     | +1 ronde            | 5    | 2      |
| 10   | 10  | Pierre Gasly       | Red Bull-Honda            | 52     | +1 ronde            | 9    | 1      |
| 11   | 3   | Daniel Ricciardo   | Renault                   | 52     | +1 ronde            | 8    |        |
| 12   | 11  | Sergio Pérez       | Racing Point-BWT Mercedes | 52     | +1 ronde            | 14   |        |
| 13   | 18  | Lance Stroll       | Racing Point-BWT Mercedes | 52     | +1 ronde            | 17   |        |
| 14   | 26  | Daniil Kvjat       | Toro Rosso-Honda          | 52     | +1 ronde            | 19   |        |
| 15   | 23  | Alexander Albon    | Toro Rosso-Honda          | 52     | +1 ronde            | 11   |        |
| 16   | 99  | Antonio Giovinazzi | Alfa Romeo-Ferrari        | 52     | +1 ronde            | 10   |        |
| 17   | 20  | Kevin Magnussen    | Haas-Ferrari              | 52     | +1 ronde            | 15   |        |
| 18   | 88  | Robert Kubica      | Williams-Mercedes         | 51     | +2 ronden           | 18   |        |
| 19   | 63  | George Russell     | Williams-Mercedes         | 51     | +2 ronden           | 20   |        |
| DNF  | 8   | Romain Grosjean    | Haas-Ferrari              | 44     |                     | 16   |        |

S Sebastian Vettel behaalde een extra punt voor het rijden van de snelste ronde.

## Tussenstanden wereldkampioenschap
Betreft tussenstanden voor het wereldkampioenschap na afloop van de race.

### Coureurs
| Positie | No. | Rijder           | Team               | Punten |
| ------- | --- | ---------------- | ------------------ | ------ |
| 01      | 44  | Lewis Hamilton   | Mercedes           | 187    |
| 02      | 77  | Valtteri Bottas  | Mercedes           | 151    |
| 03      | 5   | Sebastian Vettel | Ferrari            | 111    |
| 04      | 33  | Max Verstappen   | Red Bull-Honda     | 100    |
| 05      | 16  | Charles Leclerc  | Ferrari            | 87     |
| 06      | 10  | Pierre Gasly     | Red Bull-Honda     | 37     |
| 07      | 55  | Carlos Sainz jr. | McLaren-Renault    | 26     |
| 08      | 7   | Kimi Räikkönen   | Alfa Romeo-Ferrari | 19     |
| 09      | 3   | Daniel Ricciardo | Renault            | 16     |
| 10      | 27  | Nico Hülkenberg  | Renault            | 16     |

### Constructeurs
| Positie | Team                      | Punten |
| ------- | ------------------------- | ------ |
| 01      | Mercedes                  | 338    |
| 02      | Ferrari                   | 198    |
| 03      | Red Bull-Honda            | 137    |
| 04      | McLaren-Renault           | 40     |
| 05      | Renault                   | 32     |
| 06      | Racing Point-BWT Mercedes | 19     |
| 07      | Alfa Romeo-Ferrari        | 19     |
| 08      | Toro Rosso-Honda          | 17     |
| 09      | Haas-Ferrari              | 16     |
| 10      | Williams-Mercedes         | 0      |